# Copa Desafío (básquetbol)
La Copa Desafío fue una copa de básquetbol disputada en Argentina. Fue organizada en el contexto de la Liga Nacional y reunía a los ganadores de la Copa Argentina y el Torneo Súper 8, en un único partido que decidía quién se adjudicaba la copa. Se disputó desde 2007 hasta 2010, y sus dos ganadores fueron el club Peñarol de Mar del Plata (Campeón del Torneo Súper 8 en 2006 y 2009), y el Club de Regatas Corrientes (Campeón de la Copa Argentina 2007 y del Torneo Súper 8 2008). Según la Asociación de Clubes de Básquetbol de Argentina, "La Copa Desafío es una nueva iniciativa de la Asociación de Clubes para fomentar una mayor atracción y difusión a los encuentros más importantes de la temporada regular".

## Historial
- Referencias: CA: Campeón de la Copa Argentina; S8: Campeón del Torneo Súper 8

| Año  | Sede          | Campeón                         | Subcampeón                   | Resultado |
| ---- | ------------- | ------------------------------- | ---------------------------- | --------- |
| 2007 | Mar del Plata | Peñarol (Mar del Plata) (S8)    | Boca Juniors (CA)            | 89-78     |
| 2008 | Corrientes    | Club de Regatas Corrientes (CA) | Club Deportivo Libertad (S8) | 63-62     |
| 2009 | Córdoba       | Club de Regatas Corrientes (S8) | Atenas (Córdoba) (CA)        | 66-77     |
| 2010 | Mar del Plata | Peñarol (Mar del Plata) (S8)    | Quimsa (CA)                  | 76-63     |